# John Daszak
John Daszak est un ténor britannique d'opéra. Il a chanté pour la première fois avec l'Opéra Royal de Londres en 1996, et a chanté sur de nombreuses scènes en Europe.
Le père de Daszak était ukrainien, et sa mère britannique.
Daszak a étudié à la Guildhall School of Music and Drama, au  Royal Northern College of Music et à l'Accademia d’Arte Lirica, à Osimo (Italie).